# 콩프랑송
콩프랑송(프랑스어: Confrançon, 브르상어: Confrèchon)는 프랑스 오베르뉴론알프 앵주의 코뮌이다.

## 지리
앵주 내에서도 브레스 남부에 위치한 캉통이며, 동브 인근의 자연구역인 사부아르 브레스 (Savoyard Bresse)에 속해 있다. 부르캉브레스에서 서쪽으로 16km, 마콩에서 동쪽으로 21km, 리옹에서 북쪽으로 71km, 파리에서 남쪽으로 410km 떨어져 있다. 부르캉브레스 아롱디스망, 아티냐 캉통에 속해 있으며, 바생드부르캉브레스 복합공동체의 일원이다.
코뮌 내 인구는 한곳에 집중되지 않고 여러 곳에 걸쳐 분산되어 있다. 주민 대다수는 로지뇌프 (Logis-Neuf), 에퐁드라 (Effondras) 마을에 거주하며, 그밖의 조그만 마을로는 코르나통 (Cornaton), 프티샤사뉴 (Petite Chassagne), 그랑드샤사뉴 (Grande Chassagne), 로리올 (Loriol), 르퀼랑드 (Reculande)가 있다.

## 교통

콩프랑송의 도로망

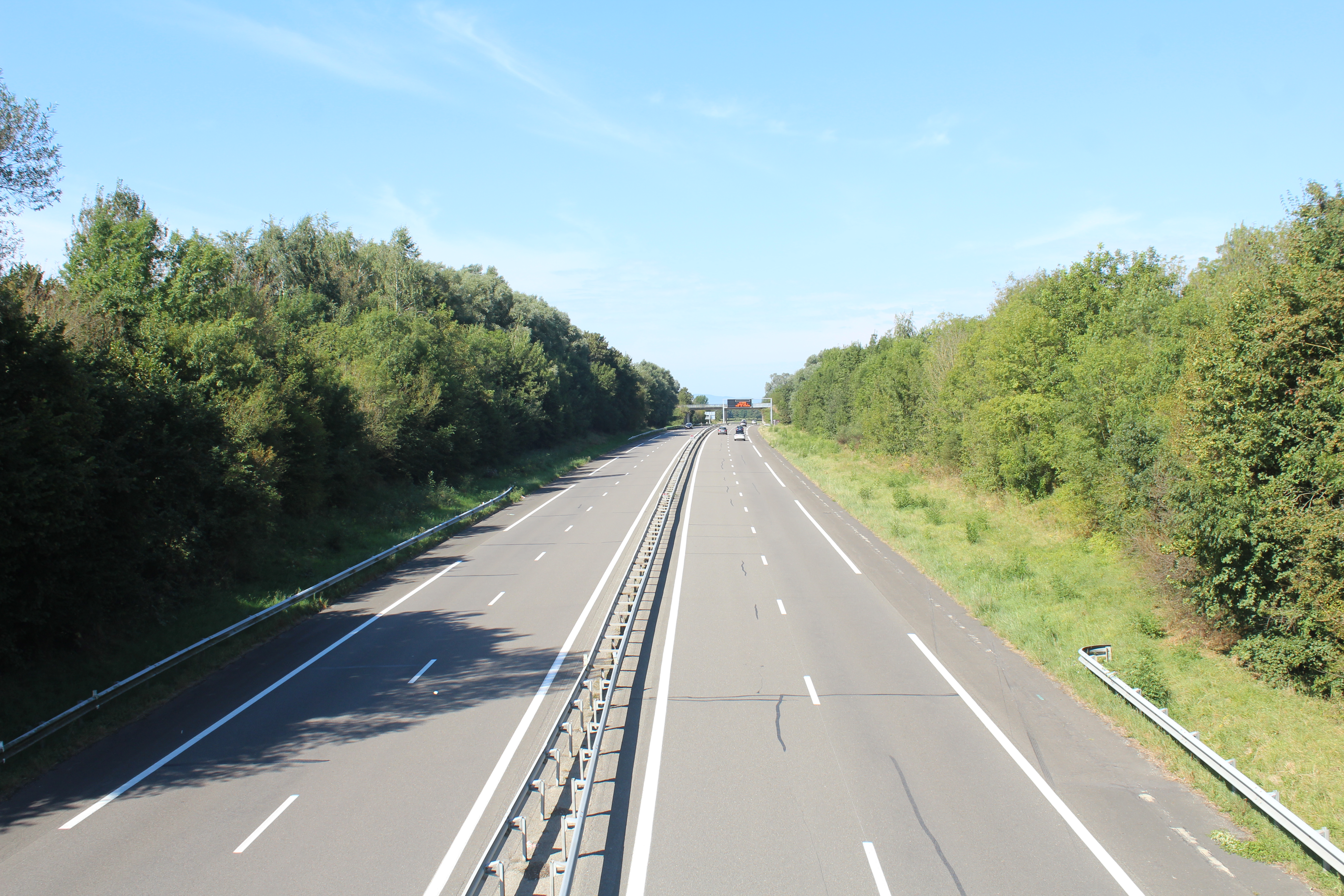
A40 고속도로

### 도로
콩프랑송을 지나는 도로로는 우선 주급도로인 D1079가 서쪽에서 동쪽으로 지나간다. 마콩의 생로랑교에서 시작해 부르캉브레스까지 이어진다. 서쪽으로는 생시르쉬르망통, 마콩, 손에루아르로, 동쪽으로는 폴리아 등으로 이어진다.
이밖에 D92b는 마을의 중심을 통과하며 로지뇌프에서 시작해 이웃마을 퀴르타퐁의 읍내에서 끝난다. D26은 서쪽을 가로질러 에퐁드라 쪽으로 지나간다. 남쪽으로는 메제리아, 북쪽으로는 생디디에르도시아로 향한다.
한편 프랑스 동서를 가로지르는 A40 고속도로 (마콩-제네바 구간)도 이 지역을 통과하나 진입로는 존재하지 않는다.

### 대중교통
철도는 따로 없지만 바로 옆 동네인 메제리아에 철도역이 있어 마콩~앙베리외앙뷔제 노선이 지나간다. 고속철도 TGV는 정차하지 않으며 TER만 이용할 수 있다.
앵주의 버스 교통망 car.ain.fr의 운행노선 가운데 118번 버스 (부르캉브레스-마콩)가 이곳을 지나며 총 3개 정류장이 설치되어 있다. 그 중 두 곳은 에퐁드라의 Route de Montrevel, Centre - Logis Neuf, 한 곳은 로지뇌프의 Route de Confrançon 정류장이다.

## 역사
마을 지명은 라틴어 'Curti Francionis'에서 유래했다. 'Curti'는 중세시대 일련의 농장을 가리키는 말로 영주가 지배했던 영토를 가리키기도 한다. 'Francionis'는 프랑크족을 뜻하는 파생어 'Francio'에서 따왔다.
10세기 문헌에서 처음으로 등장하며 당시 명칭은 '코르트 프랑시온' (Corte Franciones)이란 이름이었다. 997년 클뤼니 헌장에서는 쿠르트 프랑시온 (Curte Francion)이란 이름으로 소개되었으며, 1250년경에는 '코르프랑송' (Corfrançons)이 되었다.
12세기 로리올 백작이 다스리던 영토로, 가문이 살던 로리올성은 지금도 남아 있다. 1300년경에는 사생 (Sachins) 가문으로 넘어가 성을 재건하였다. 16세기 초에 이르러 장 드 로리올이 다시 토지를 인수하였다. 이후 1860년 중세의 모습으로 다시 복원되었다.
브레스 지역과 마찬가지로 '브르상 방언'이라는 프랑코프로방스어의 한 갈래를 사용하는 지역이었으나, 시간이 흘러 프랑스어만 사용하게 된 마을 중 하나다. 오늘날 브르상 방언은 소수의 노인들만이 사용한다.

## 문화
브레스 지역의 식문화를 공유하며 닭고기, 팬케이크, 와플, 퐁뒤로 유명하다. 또 이 지역에서 생산되는 크림·버터, 닭고기가 브레스 지역이란 이름으로 AOC (원산지 통제 명칭)을 인증받고 있다.
코토 드랭 (IGP Coteaux de l'Ain) 인증으로 레드와인, 화이트와인, 로제와인을 생산할 권리도 부여받고 있다.

## 명소
- 로리올성 (Château de Loriol) - 프랑스 등록문화재 지정.
- 생피에르 교회 (L'église Saint-Pierre) - 로마네스크 양식의 건물로서 1863년 옛 교회 부지에 지어져 1866년에 완공하였다.[1]
- 샤사뉴 요새 (maison forte de Chassagne) - 문헌상의 첫 언급이 1272년으로 거슬러 올라간다.

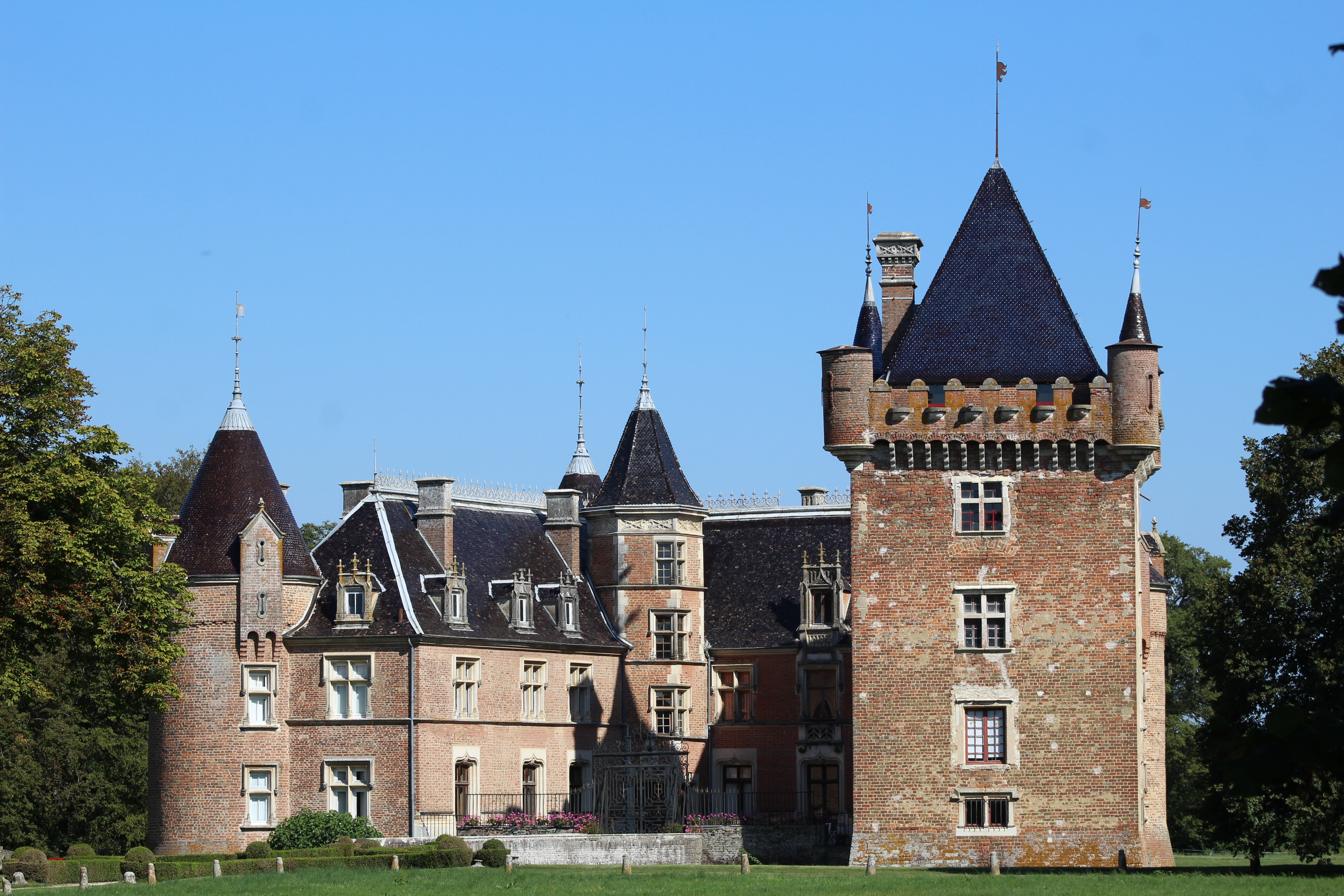
로리올성
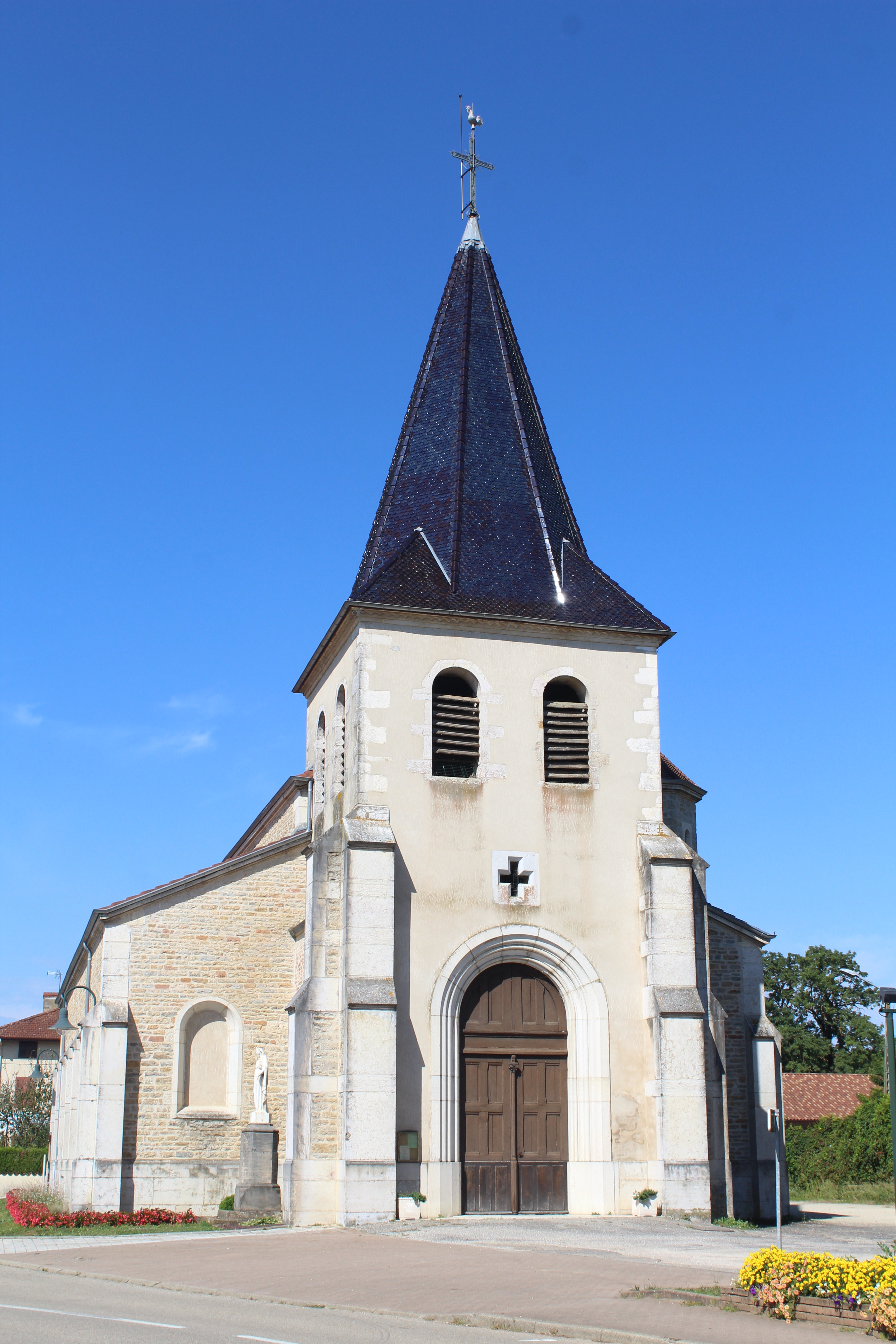
생피에르 교회
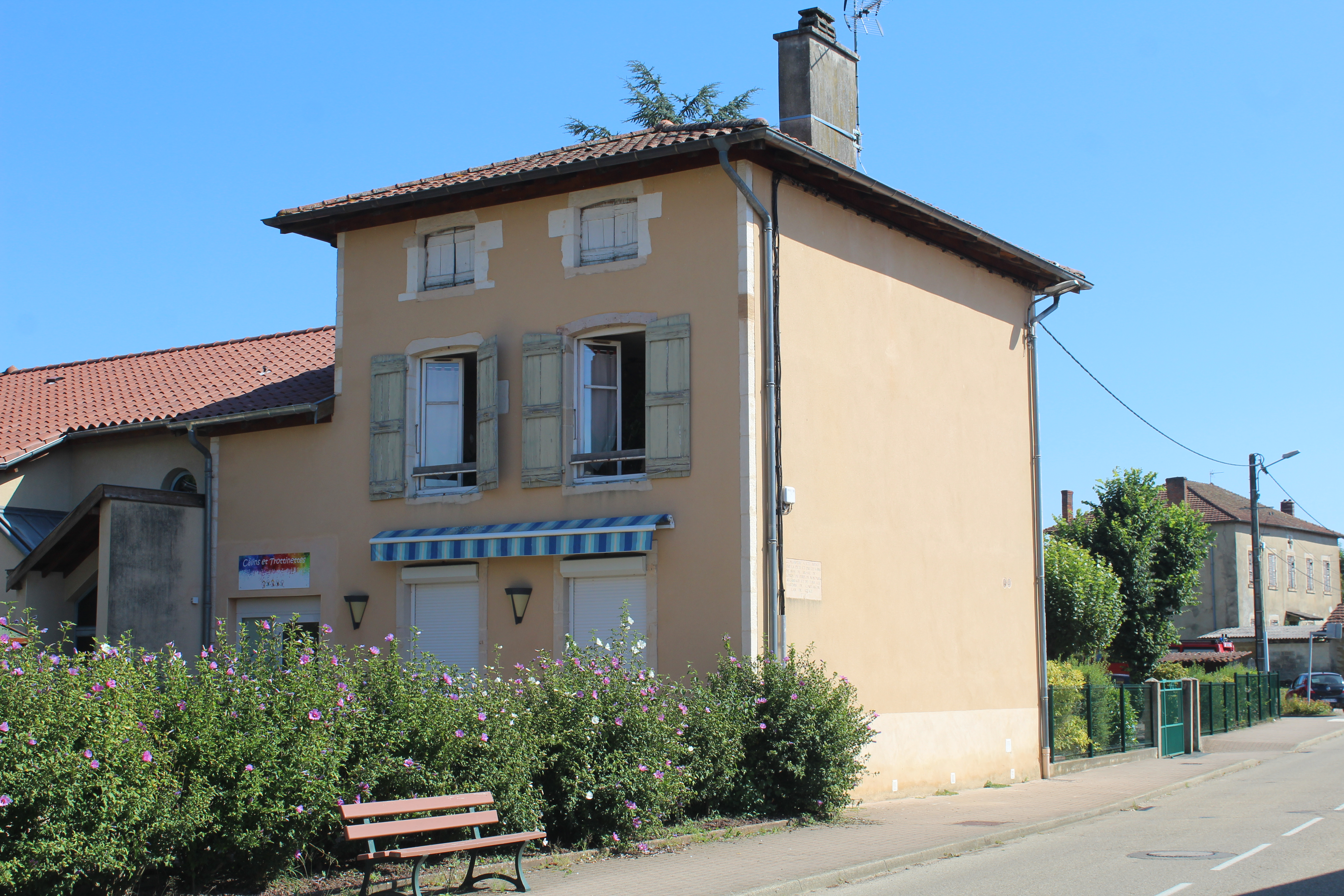
옛 사제관
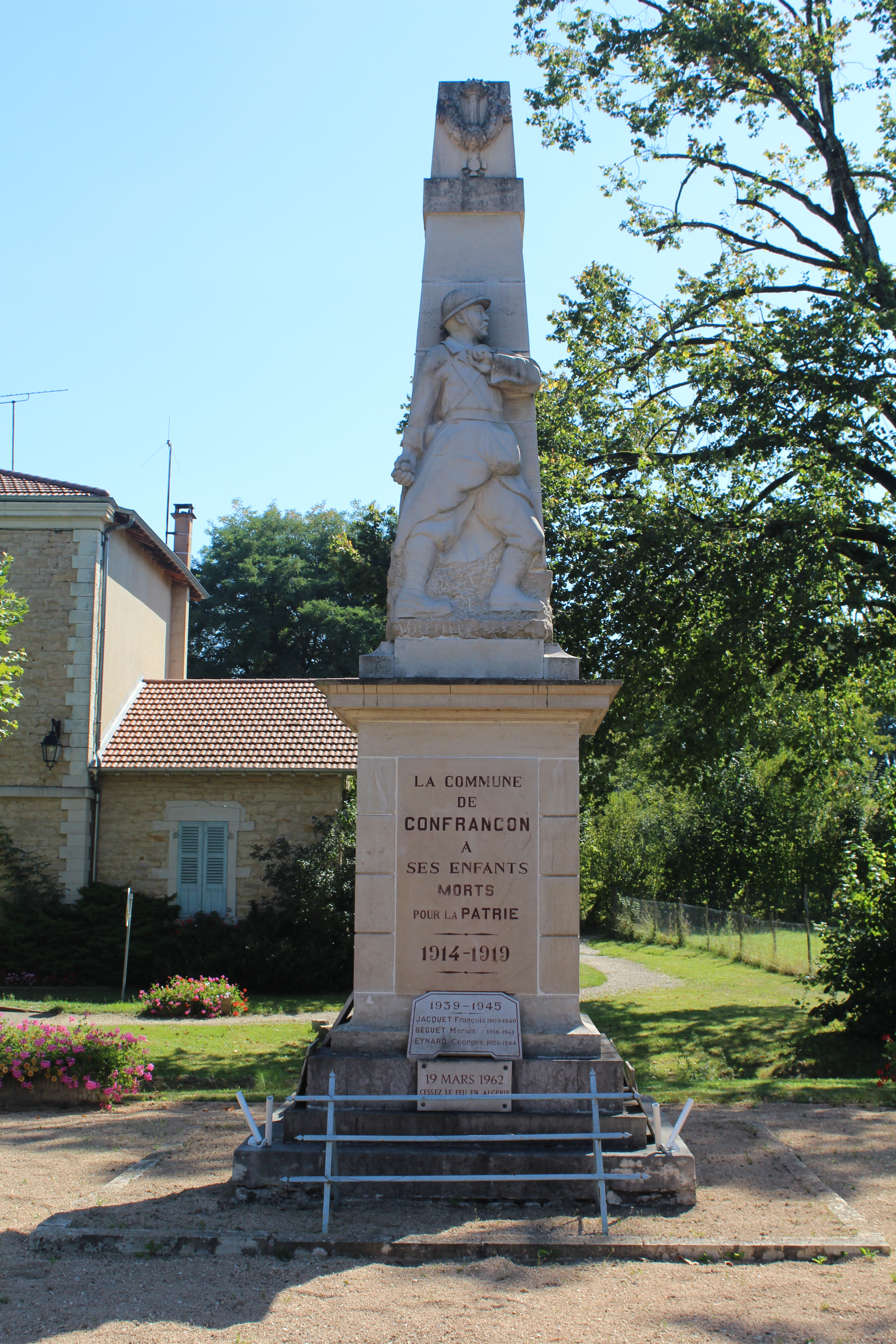
추모비
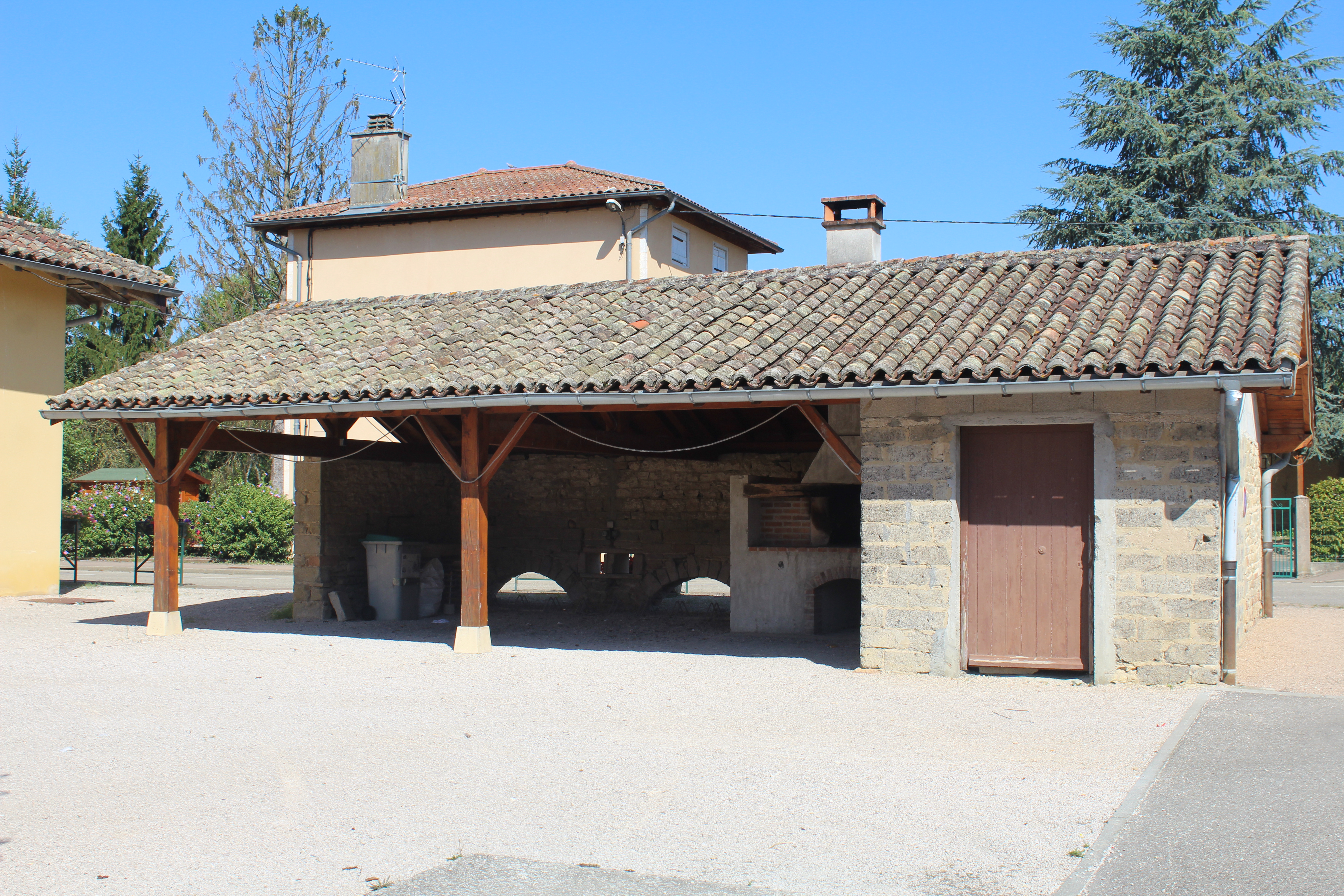
제빵소
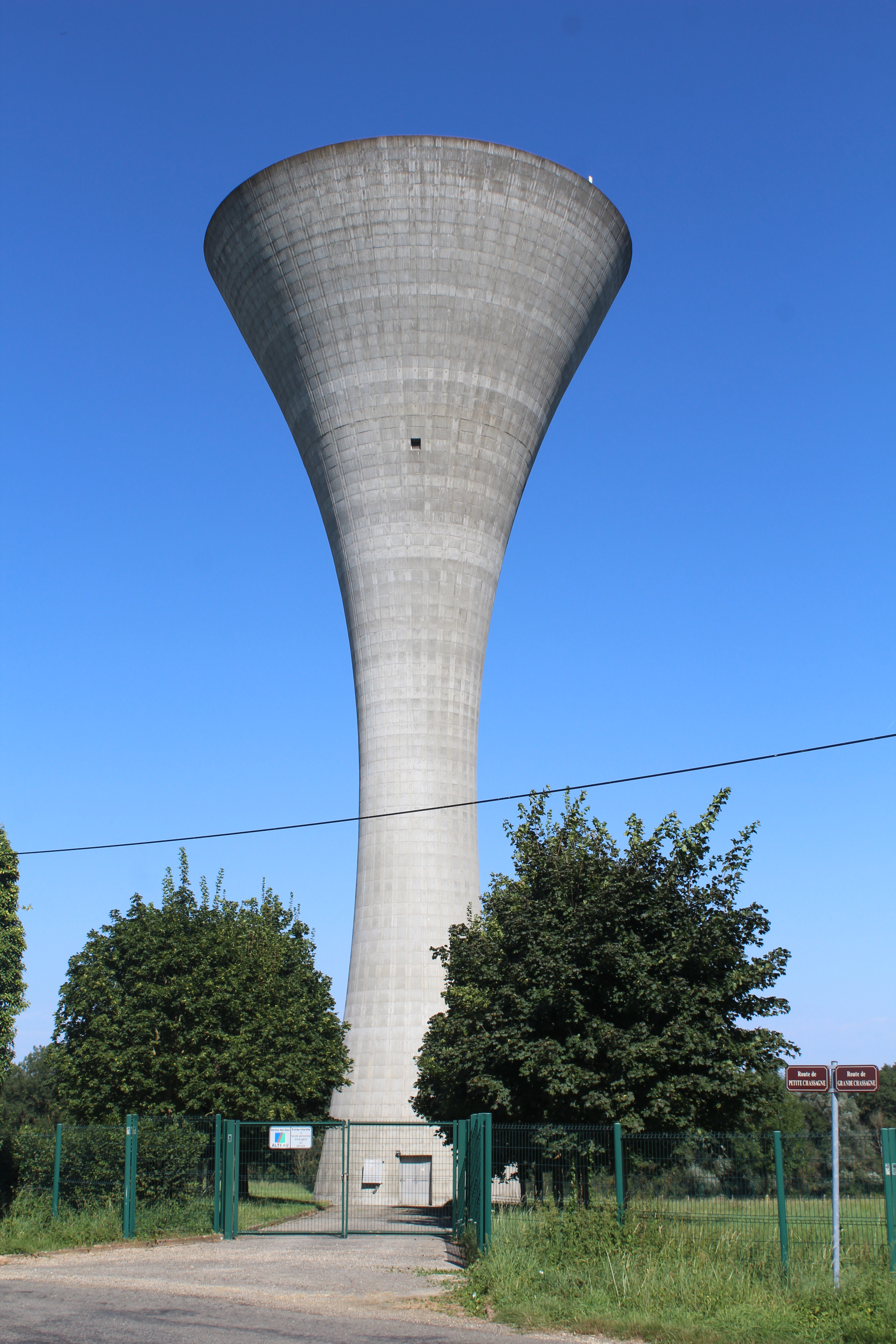
급수탑

## 같이 보기
- 앵주의 코뮌 목록